# 夢舞大橋
夢舞大橋（ゆめまいおおはし）は、大阪市此花区の大阪北港地区にある2つの人工島「夢洲」と「舞洲」の間に架かる橋梁。
世界初の浮体式旋回可動橋。
2009年8月1日の夢咲トンネルの開通により一般車も通行できるようになった。

## 概要
- 完成年 : 2001年
- 総工費 : 635億円
- 橋長 : 940m
- 浮体部 : 410m
- 幅員 : 33.8m
- 車線数 : 6車線（片側3車線、両側に歩道。現在4車線で供用中）
  - 橋を管理する大阪市港湾局は、夢洲がメイン会場になる2025年大阪万博に向け、歩道未完成部分の西側を2022年から3年計画で完成させることになり、2025年1月19日に西側歩道が開放された[3]。これにより、歩行者や自転車の橋の通行が可能となった。

## 特徴
浮体式旋回可動橋で、通常時は橋の下を小型船舶しか航行できないが、緊急時（咲洲・夢洲間の航路が航行不可能となった場合）には可動部を旋回させ、大型船舶の航行も可能な構造となっている。旋回にはタグボートが使用される。
2004年と2005年10月に2回の開閉訓練を行ったが、機器がうまく作動せず開閉できなかった。2005年12月4日の訓練で開閉に成功した。以下はその開閉訓練時の画像である。その後、2006年10月、2007年10月、2008年10月、2013年11月、2016年11月にも開閉訓練を行った。

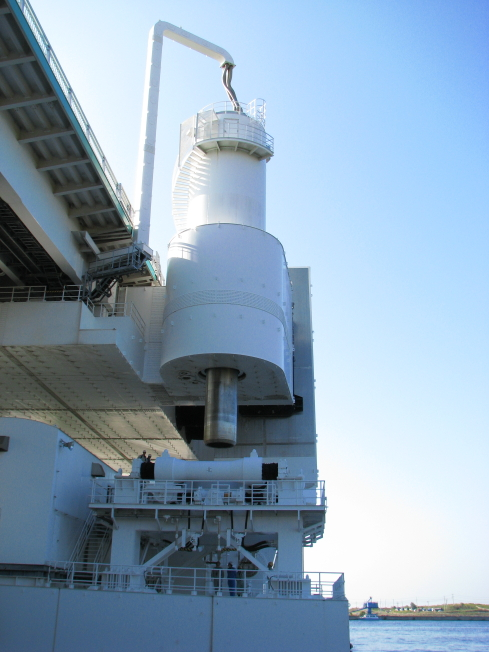
回転ピンを挿入中
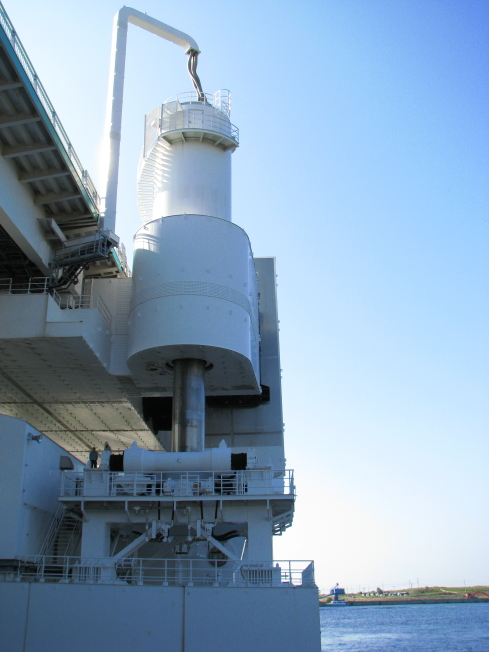
回転ピンを挿入し終えた状態
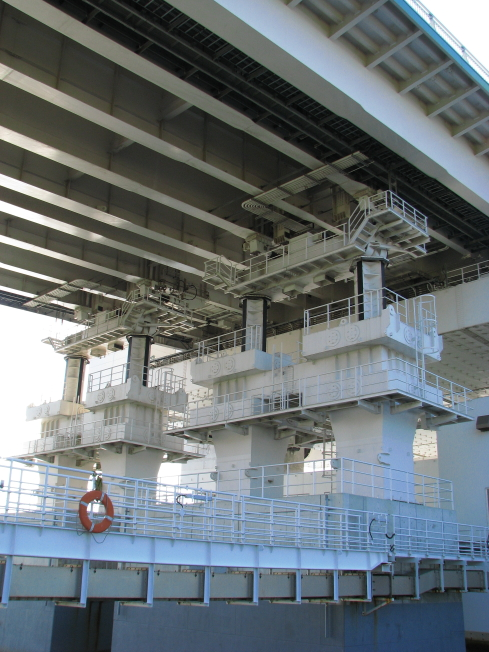
緩衝桁をジャッキアップ中
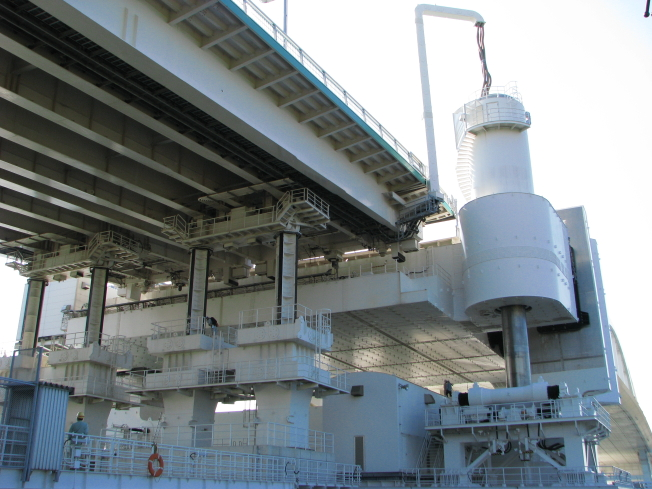
緩衝桁をジャッキアップし終えた状態
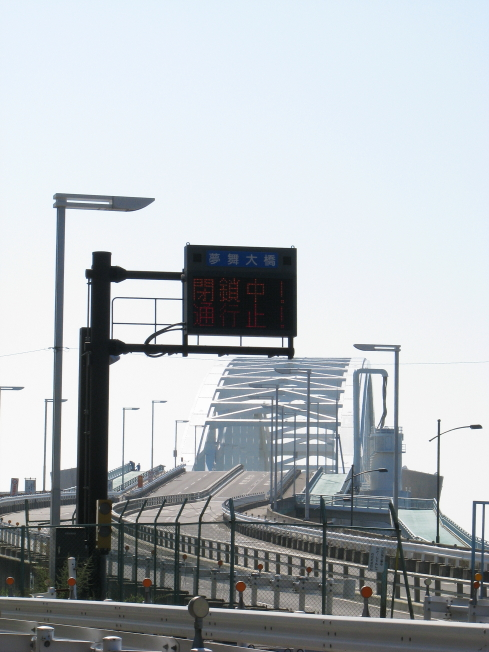
緩衝桁をジャッキアップした状態を橋のたもとから見る
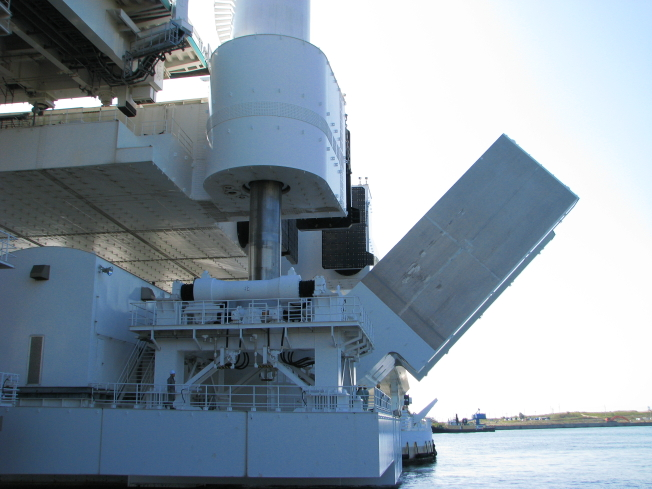
反力壁を倒伏している最中
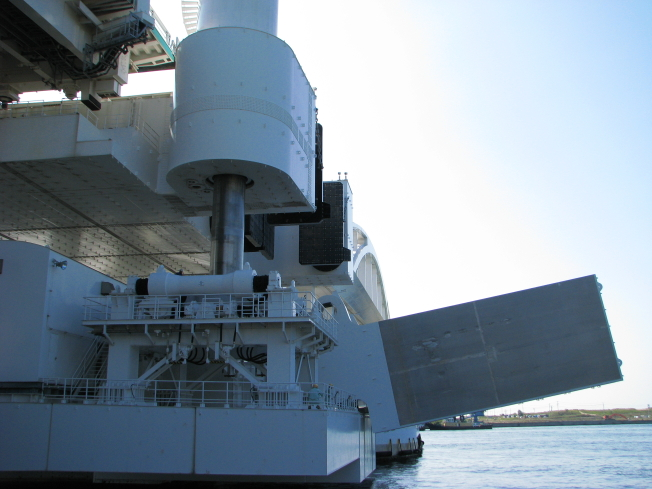
反力壁を倒伏し終えた状態
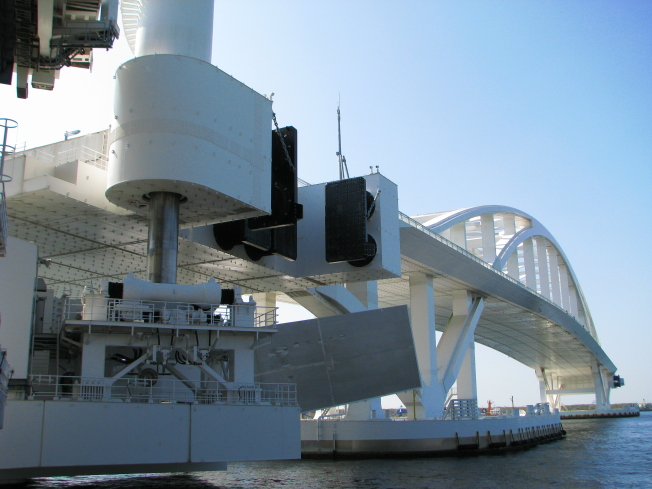
開橋のため浮体橋を旋回中
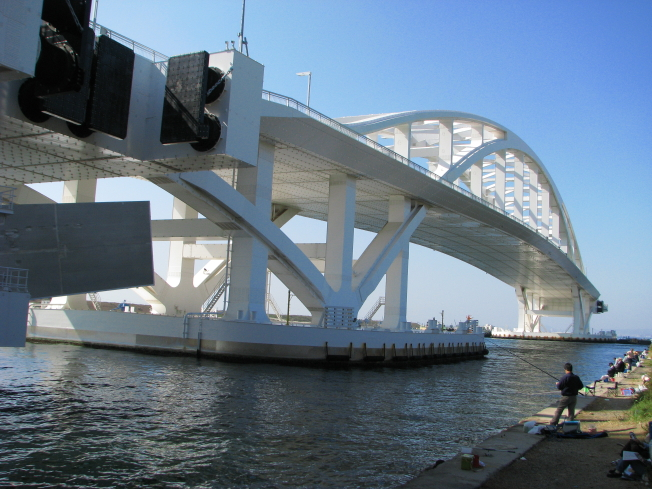
浮体橋を旋回し終えて仮係留護岸の台船に接岸した状態
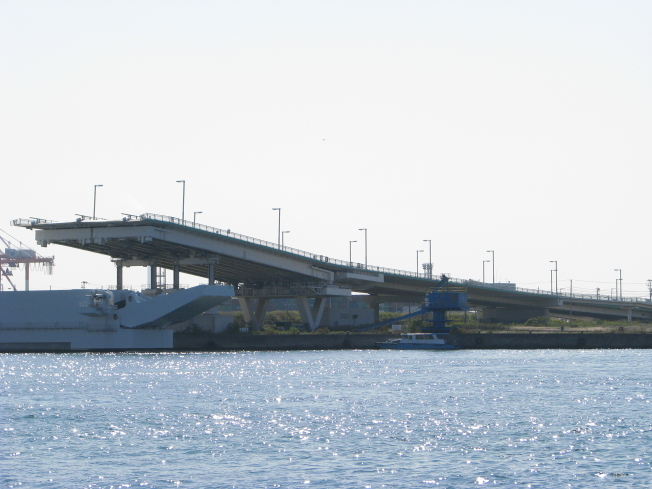
浮体橋を旋回し終えた緩衝桁をジャッキアップした状態 - 対岸より
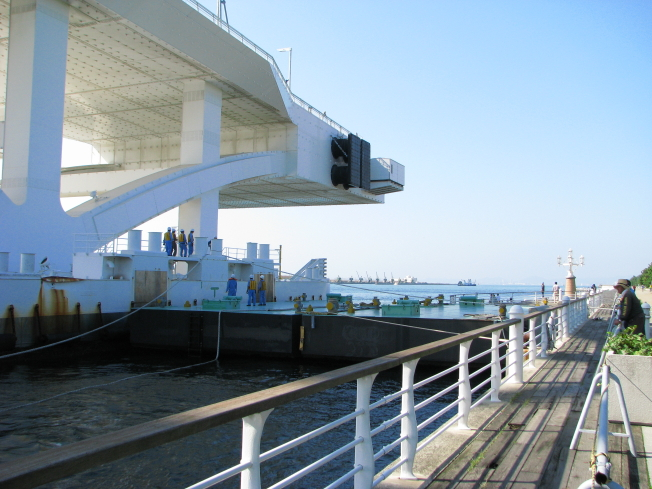
浮体橋を旋回し終えて仮係留護岸の台船に係留中 - 舞洲・シーサイドプロムナードより
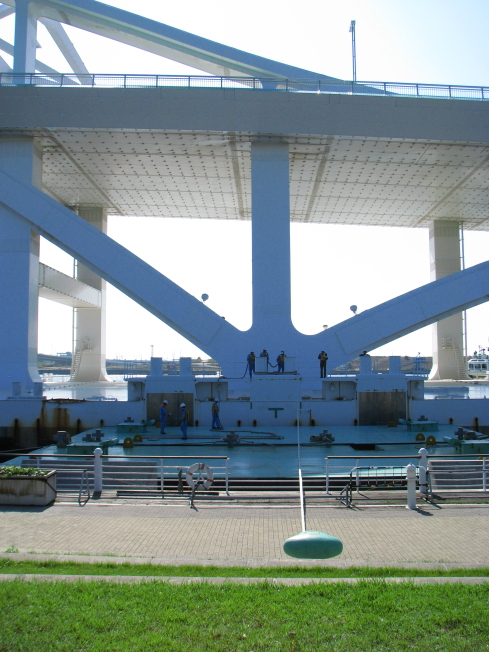
浮体橋を旋回し終えて仮係留護岸の台船に係留中 - 舞洲・シーサイドプロムナードより
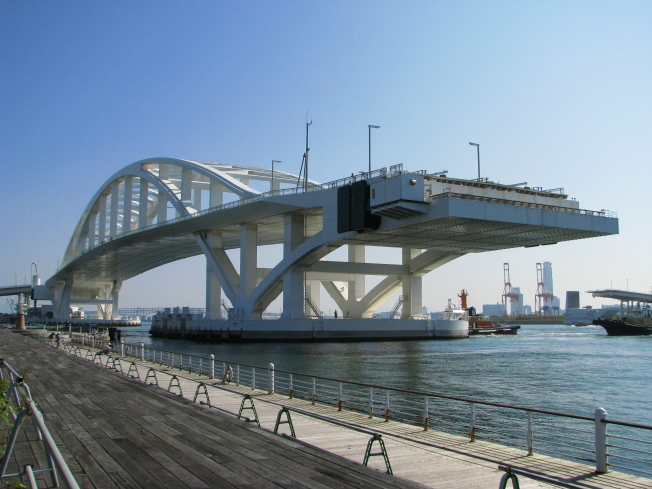
浮体橋を旋回して元に戻す最中の様子
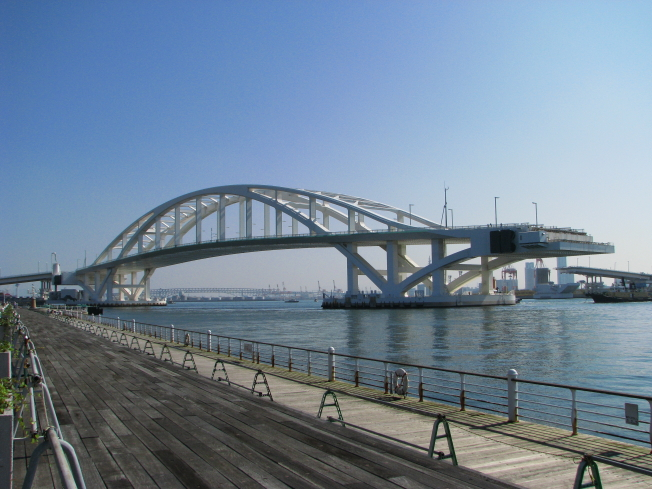
浮体橋を旋回して元に戻す最中の様子
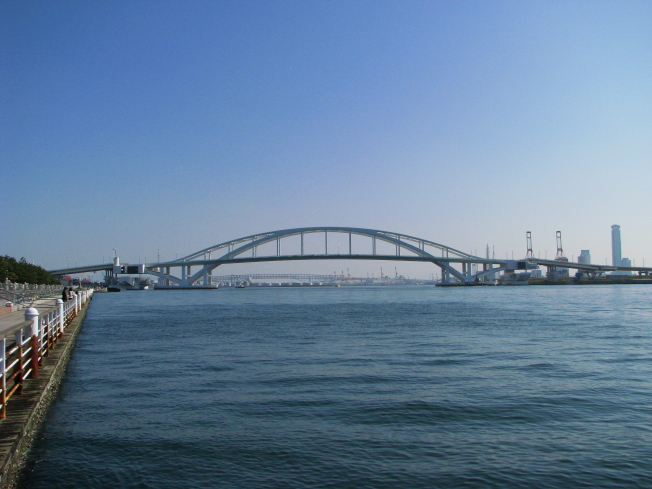
浮体橋を旋回して元に戻し終えた状態
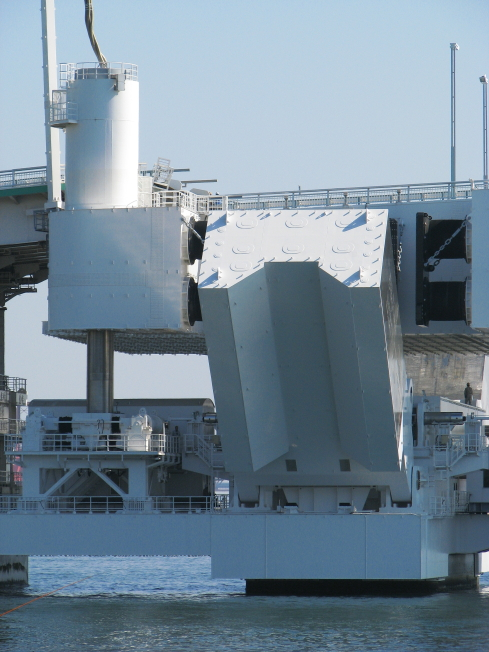
浮体橋を固定のため反力壁を元に戻している様子
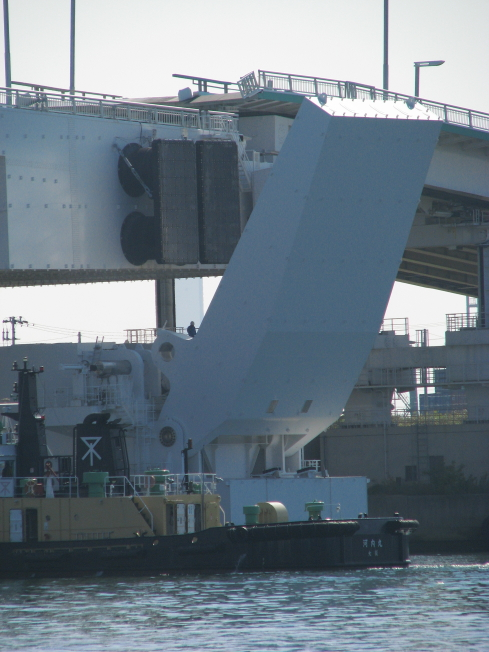
浮体橋を固定のため反力壁を元に戻している様子
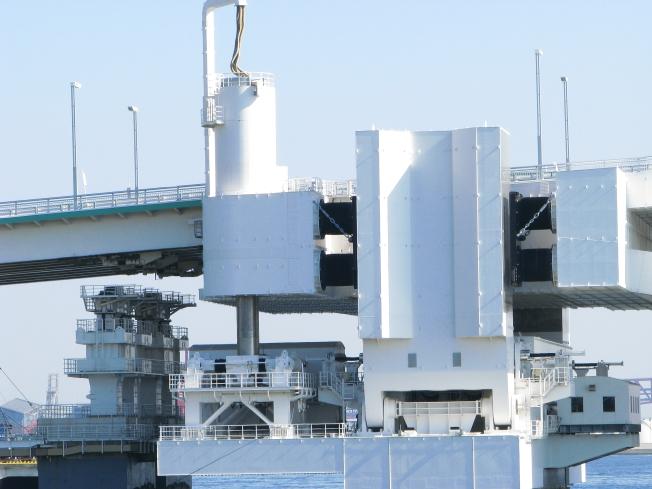
緩衝桁の主ジャッキアップ装置を元に戻している様子
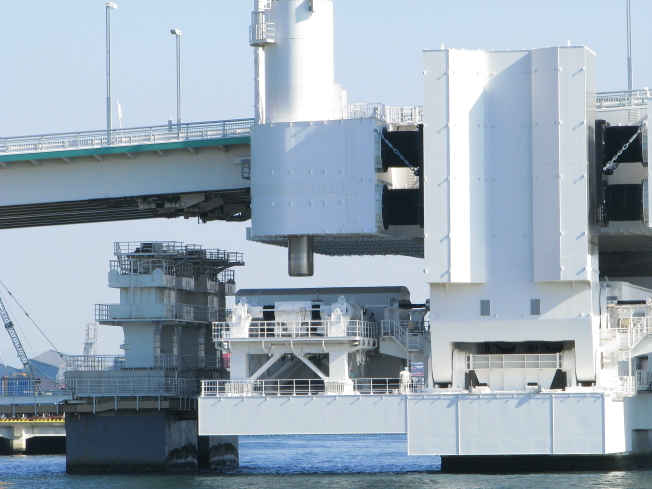
回転ピンを元に戻している様子